# Anoplotettix fuscovenosus
Anoplotettix fuscovenosus, auch Braune Kragenzirpe genannt, ist eine Zwergzikade aus der Unterfamilie der Zirpen (Deltocephalinae).

## Merkmale
Die Zikaden werden 5,5–6,5 mm lang. Sie besitzen eine bräunliche oder gelbliche Grundfärbung. Charakteristisch für die Zikadenart sind die schwarzen Flecke zwischen den Facettenaugen. Die Vorderflügel weisen eine dunkle Aderung auf, daher das aus dem Lateinischen stammende Artepitheton fuscovenosus.

## Vorkommen
Die Art besitzt ihren Verbreitungsschwerpunkt im Mittelmeerraum sowie am Schwarzen Meer. Sie kommt im südlichen Europa sowie in Nordafrika vor. In der Schweiz, in Österreich sowie in Tschechien ist die Art ebenfalls vertreten. Im Oberrheingraben bei Walldorf kann man die Zikaden mittlerweile häufig antreffen.

## Lebensweise
Die Nymphen leben an krautigen Pflanzen, während die ausgewachsenen Zikaden an Obstbäumen (Birne und Äpfel), an Wein sowie an verschiedenen Laubbäumen anzutreffen sind. Anoplotettix fuscovenosus bildet eine Generation pro Jahr. Die Art überwintert im Eistadium. Die Nymphen entwickeln sich im Frühjahr, die Imagines beobachtet man ab Anfang Juni.

## Bilder

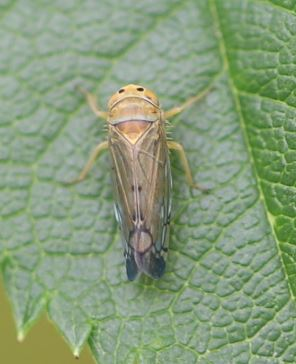
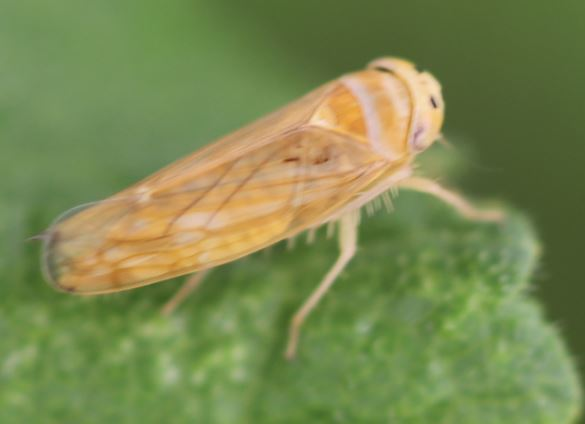
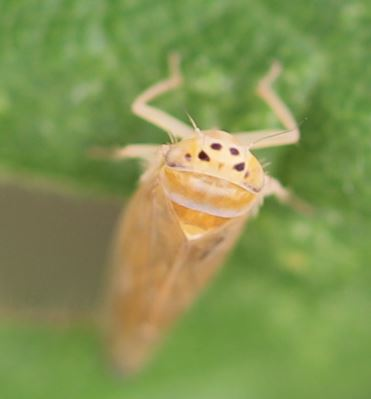